# Fratrovci Ozaljski
Fratrovci Ozaljski is een plaats in de gemeente Ozalj in de Kroatische provincie Karlovac. De plaats telt 66 inwoners (2001).